# Zebegényi országzászló és hősi emlékmű

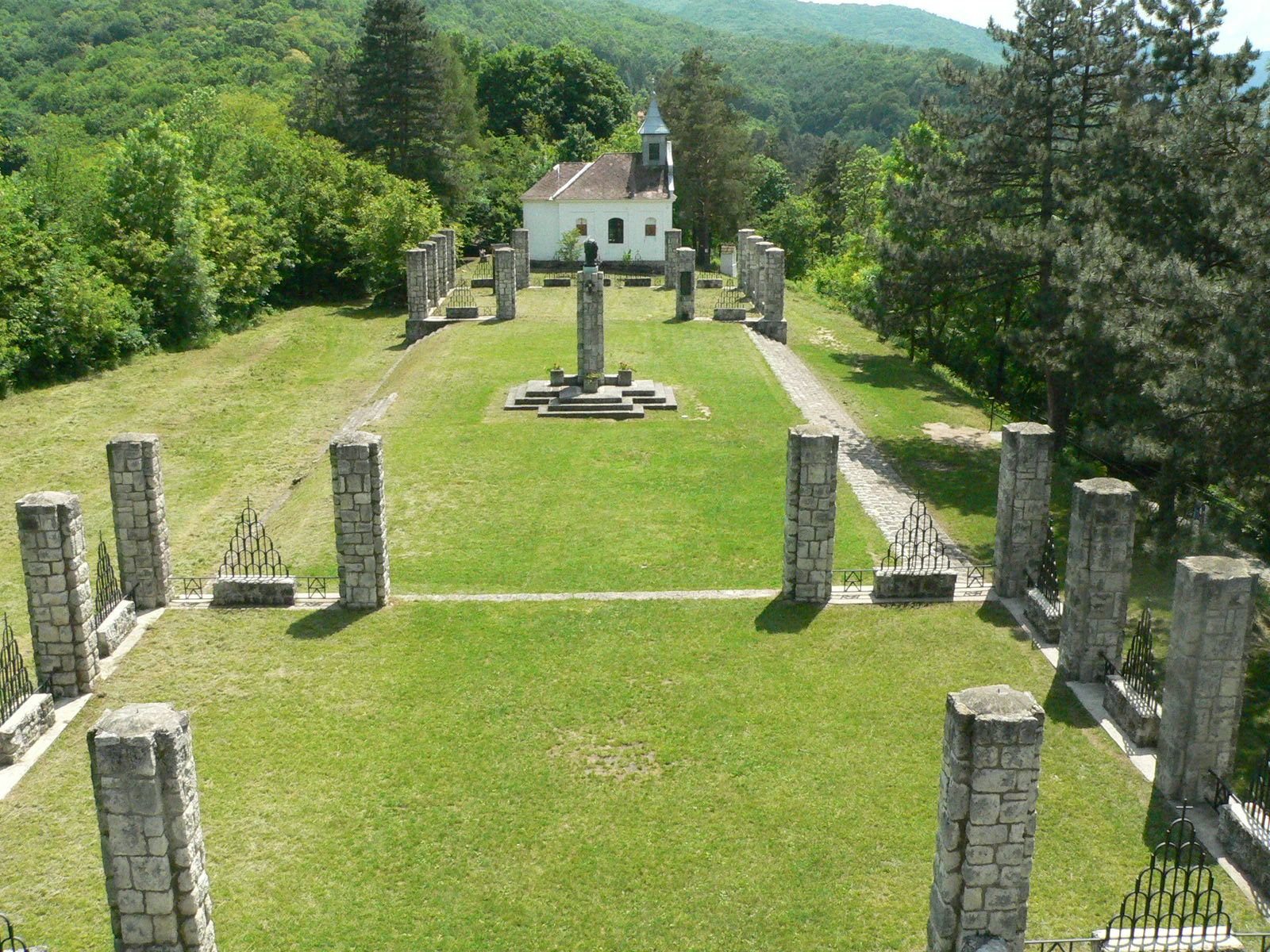
Az emlékműegyüttes a mesterséges fennsíkon

A zebegényi országzászló és hősi emlékmű az 1930-as években Maróti Géza tervei alapján épült emlékműegyüttes a börzsönyi falu fölé magasodó Kálváriahegyen, ahonnan festői panoráma nyílik a Dunakanyarra.
Az eredeti, nem teljesen elkészült együttest később az 1956-os forradalom emlékműveivel egészítették ki. Zebegény népszerű turistanevezetessége, ahol a Magyarországot az első világháború után szétszaggató trianoni döntés évfordulóin, június 4-én évente rendeznek megemlékezéseket.

## Történelmi háttér
A Magyarország ezeréves töretlen történelmi hagyományát szimbolizáló országzászlók állítása az 1930-as években mozgalom volt a trianoni béke revíziójára áhítozó országban. 1941 végéig 702 országzászlót avattak. A jelentős arányban 18. századi német bevándorlók leszármazottai lakta Zebegényben a Dalkör indított országos gyűjtést az országzászló állítására és egyúttal az első világháború zebegényi katona áldozatainak is emlékművet kívántak állítani.
Huber Miklós budapesti műépítész terve nem tetszett a helyieknek és az Egyesült Államokból 1932-ben hazatért, Zebegényben letelepedett építészt, Maróti Gézát bízták meg a tervek elkészítésével.

## A helyszín
A meredek oldalú Kálváriahegy (vagy Kálváriadomb, korábbi nevén Kopaszhegy) egyike a Zebegény fölötti hegyeknek és a falu központi részéhez a legközelebbi. A vasútállomástól öt perce sétával közelíthető meg.  hegy a Remetekereszt-bérc alacsonyabb nyúlványa, hossza 250 méter, legnagyobb szélessége 40 méter, tengerszint feletti magassága 170 méter.

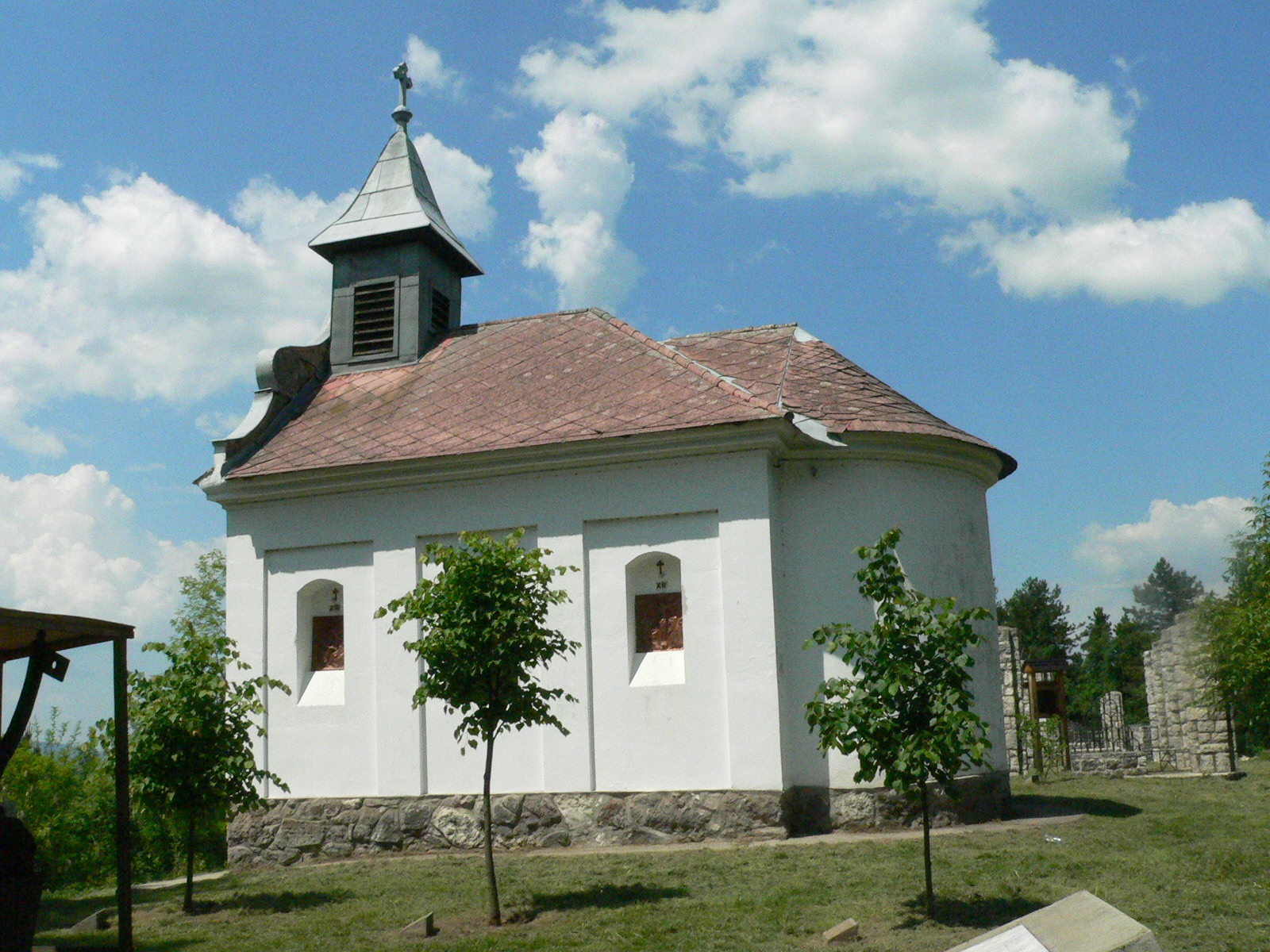
Az emlékműegyüttes déli részén álló kápolna

Tetején hosszúkás plató húzódik. A hegytető platója, panorámájának távlatai egyedülálló helyszínt teremtettek a szakrális tér kialakításához.
Ennek déli oldalán 1853-ban tornyos kápolnát építettek egyéni adományokból, amely ma az emlékműegyüttes része. A templomhoz vezetnek fel a falu temetőjétől és egy másik apró kápolnától induló Kálvária stációi. A Duna felőli oldalról, a hegyoldal tövébe épült házak közül indulva kanyargós gyalogutat építettek az emlékműegyütteshez.
A plató részben mesterséges, 1935-en és 1936-ban alakították ki, a felszínből mintegy hat méter magasságú löszréteget hordtak le és teregették szét a domboldalon. Ezzel megsemmisült a hegy tetején a rézkorban állt földvár régészeti rétege. Nem ismert, mely kultúra építette az erődítményt. Az itt talált leletek a Magyar Nemzeti Múzeumba kerültek.

## Az emlékmű
A kis fennsík északi oldalán, meredek hegyfal felett áll az Országzászló emlékműve egy hét lépcsőfokkal megemelt területen a 21 méter átmérőjű, nyolcszög alakú alacsony falon belül. A zászlórudat négy kőoszlop fogja közre. Ezek eredetileg 80 centiméterrel magasabbak lettek volna és a terv szerint nagy kettős kereszteket állítottak volna a tetejükre, amelyeket esténként kivilágítottak volna, de egy műszaki ellenőr az építkezésnek ezt a részét leállíttatta.

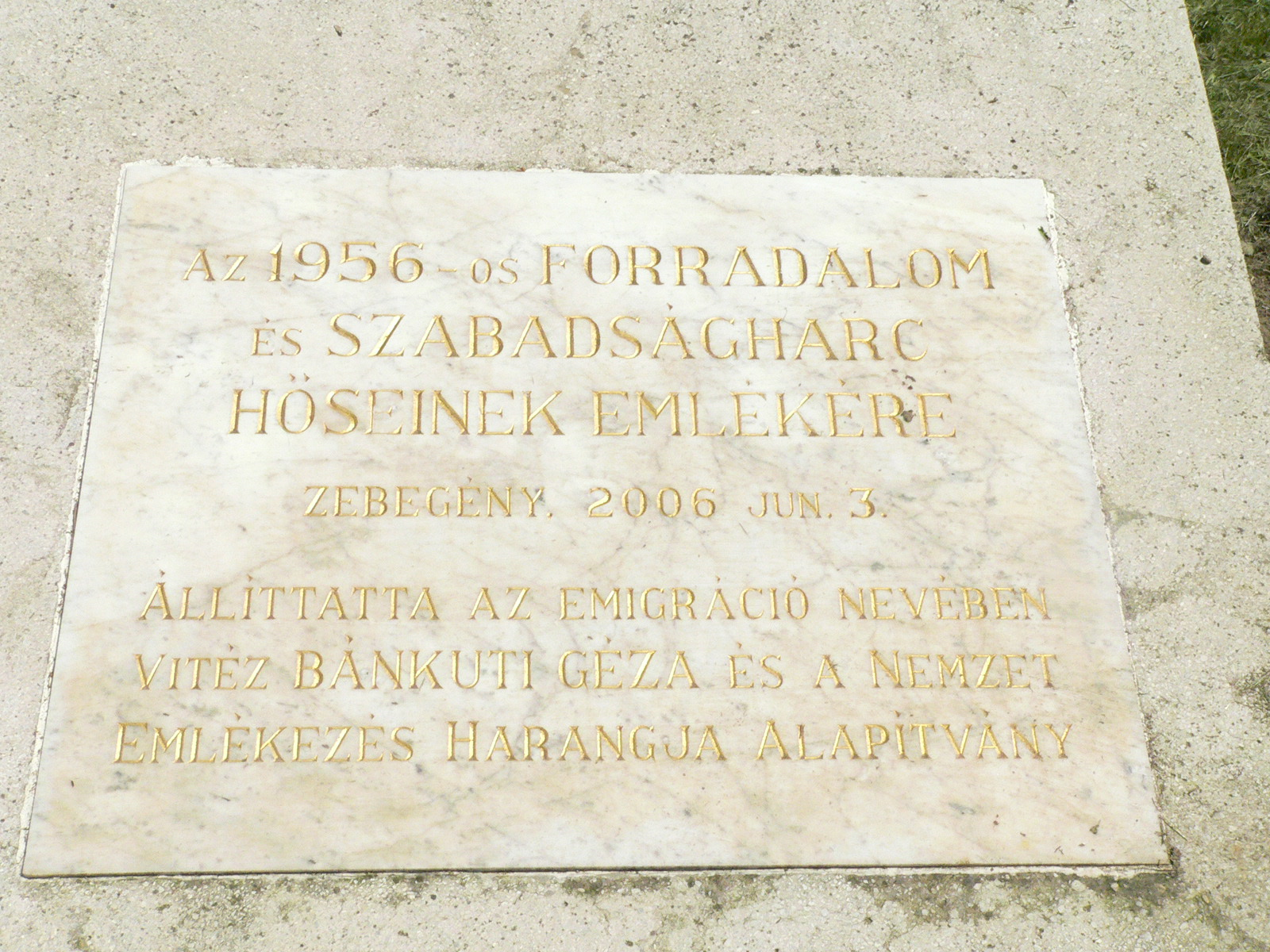
Az 1956-os forradalom emléktáblája

A zászlóhoz, a már eredetileg ott álló kápolnához illeszkedően két félig zárt szimbolikus sírkert csatlakozik, amelyeket pegolák, öntöttvas kerítések határolnak. A pergolák gúla alakban egymás fölött ismétlődő halmokat ábrázolnak, a tetejükön kereszttel. A központi sírkert középpontjába oszlopon álló, kétszeres életnagyságú bronz Krisztus fej került.
A kápolnától délre került az együttesnek az 1956-os forradalomra emlékező része.

## Története
Maróti 1935 és 1938 közt épült emlékműegyüttesét nem fejezték be és hivatalosan nem avatták fel, mert közbeszólt a második világháború. A háború utáni évtizedekben a legtöbb ilyen emlékművet elpusztították, a zebegényi tanácstagok azonban találékonyan kieszelték, hogyan őrizzék meg az óriási munkával és áldozattal létrehozott emlékművet. Átminősítették kilátónak, az Országzászló négy oszlopának tetejére vas lépcsőkön megközelíthető vasbeton hidat építettek, ami ma is megvan. Az emlékműegyüttes eredeti funkciója ezután tabu téma lett, nem is beszéltek róla egészen a rendszerváltozásig.
Az 1980-as évek elején Vácott alakult nem hivatalos színjátszó kör, a Madách Színkör (később Fiesta Színház, illetve alapítója, Németh Péter Mikola felfedezte, hogy az emlékmű ideális szabadtéri színpad lehetne. A színházzá avató előadás Shakespeare A vihar című darabja volt, 1987-ben. A kápolnát kiállítási helyként, költői estek helyszíneként is használták.

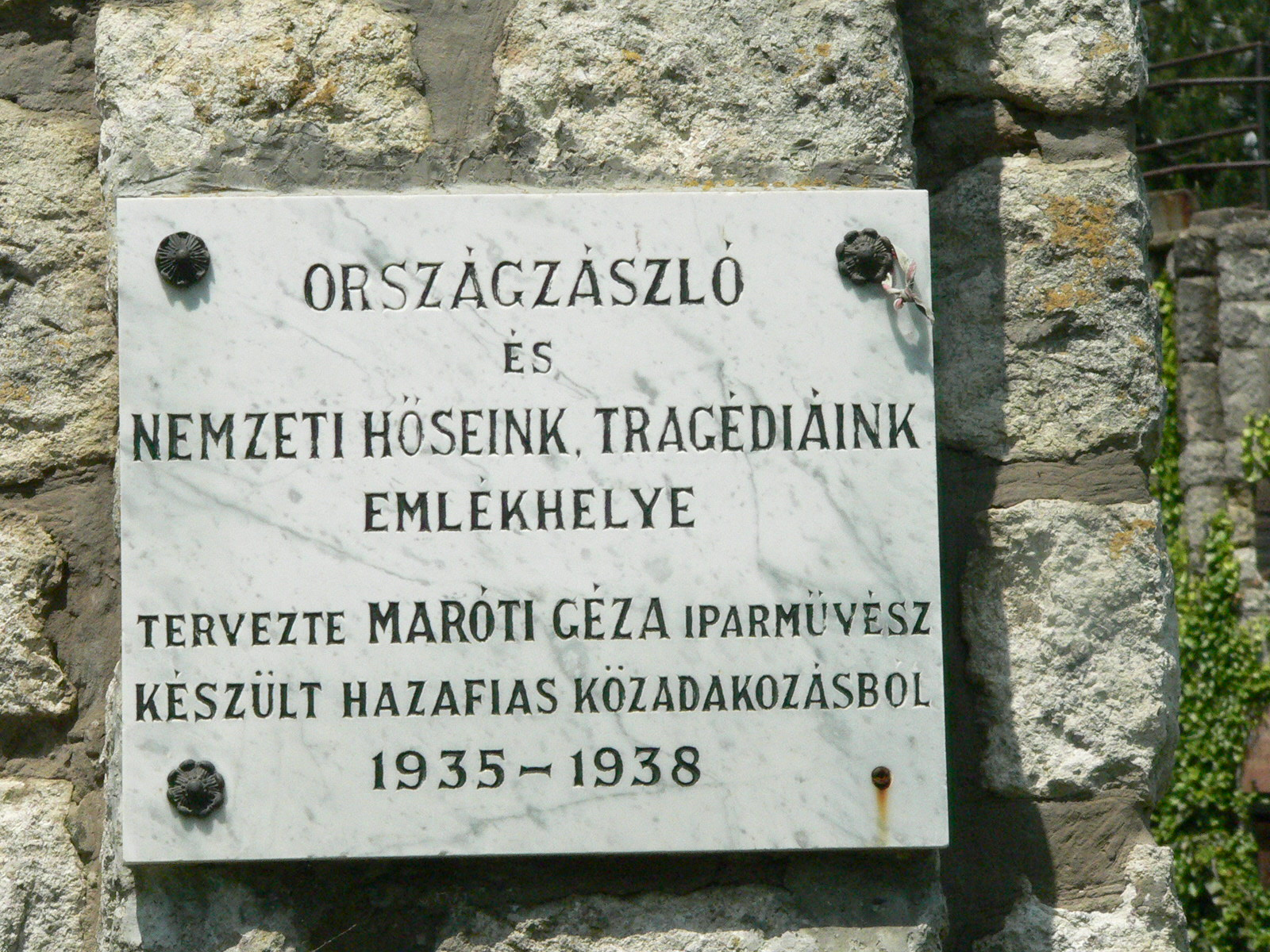
A tervező Maróti Géza emléktáblája

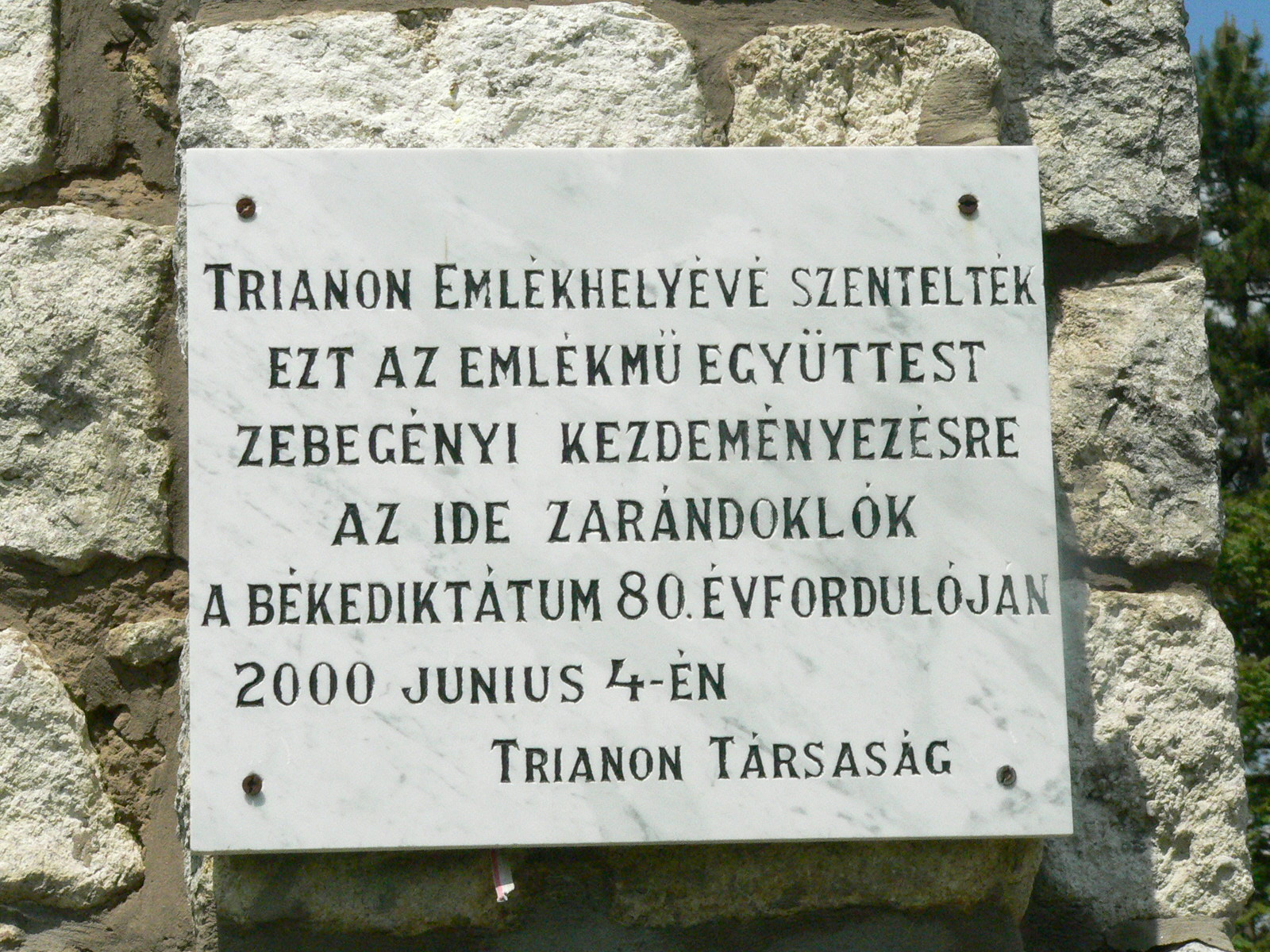
A trianoni emlékhellyé nyilvánítás emléktáblája

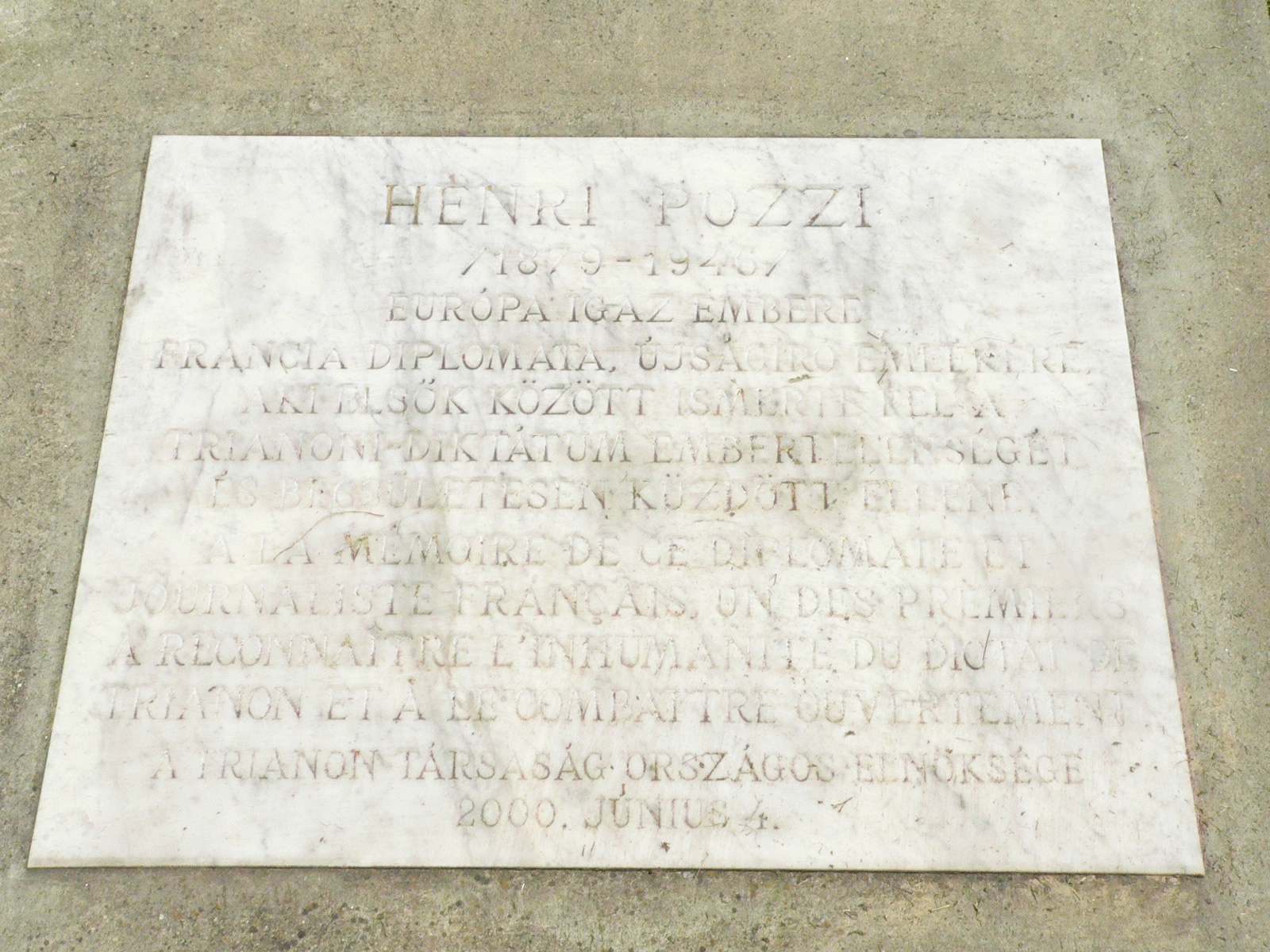
Henri Pozzi francia diplomata emléktáblája

Eredeti funkcióját az emlékhely 1996-ban, a millecentenárium alkalmából kapta vissza. Ekkor került az egyik oszlopra a tábla a következő felirattal: "Országzászló és nemzeti hőseink tragédiáinak emlékhelye. Tervezte: Maróti Géza iparművész, készült hazafias közadakozásból 1935-38." 2000. június 4-én trianoni emlékhellyé és avatták az emlékműegyüttest. Ugyanekkor helyezték el Henri Pozzi francia diplomata francia és magyar nyelvű emléktábláját. A tábla magyar szövege így szól: "Henri Pozzi (1879-1946), Európa igaz embere, francia diplomata, újságíró emlékére, aki elsők között ismerte fel a trianoni diktátum embertelenségét, és becsületesen küzdött ellene. A Trianon Társaság Országos Elnöksége. 2000. június 4."
2001-ben Karl Josef Rauber érsek, apostoli nuncius szentelte fel a "Nemzeti Emlékezés Harangját", amely minden nap délután fél ötkor megkondul a kápolnában. 2001 őszén a kápolnához közelebbi jelképes sírkertet az "Aradi Vértanúk Emlékhelyévé" avatták.

## Külső hivatkozás
- A zebegényi Országzászló és hősi emlék a Kálvária-hegyen
- A földvárról
- Az emlékműnél lévő programok
- Zebegény.lap.hu - linkgyűjtemény